# No Bears
No Bears (dt.: „Keine Bären“, Originaltitel: خرس نیست bzw. Khers nist, „Es ist kein Bär“) ist ein Spielfilm des iranischen Filmemachers Jafar Panahi aus dem Jahr 2022.
Das Drama wurde am 9. September 2022 bei den Internationalen Filmfestspielen von Venedig uraufgeführt.

## Handlung
Der Film folgt zwei parallelen Liebesgeschichten. In diesen werden die Liebenden von „versteckten, unvermeidlichen Hindernissen, vom Einfluss des Aberglaubens und dem Mechanismus der Macht ausgebremst“. Gleichzeitig spielt sich Panahi selbst. Er befindet sich in einem iranischen Dorf an der Grenze zur Türkei. Er versucht sein wenige Kilometer entferntes Team anzuleiten, auf der türkischen Seite einen Film zu drehen. Mit der Hilfe seines Regieassistenten, der ihn jede Nacht besucht und das abgedrehte Filmmaterial auf einer Festplatte abliefert, erzählt Panahi die Geschichte eines Paares. Es versucht, sich gefälschte Pässe zu verschaffen, um nach Frankreich zu fliehen. Gleichzeitig mischt sich Panahi unwissentlich in die Politik des Dorfes ein, in dem er sich aufhält. Der Ältestenrat stattet ihm einen Besuch ab und bitten ihn darum, ein Foto zu zeigen, das der Regisseur angeblich von einem einheimischen Paar angefertigt hat. Dies soll eine verbotene Beziehung unterhalten. Panahi gibt an, kein solches Foto gemacht zu haben. Die Dorfbewohner weigern sich, ihm zu glauben. Die Situation eskaliert und aus scheinbar unbedeutenden künstlerischen Tätigkeiten ergeben sich schlimme Konsequenzen.

## Entstehungsgeschichte

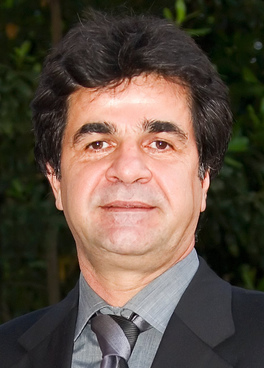
Jafar Panahi (2007)

No Bears ist der neunte Spielfilm von Jafar Panahi und der erste seit Drei Gesichter (2018). Dazwischen hatte der iranische Filmemacher zwei Kurzfilme realisiert. Neben der Regie produzierte Panahi auch den Film, dessen Titel auf eine Beschwichtigungsfloskel gegenüber unsichtbaren Gefahren verweist. Als Darsteller wurden die iranischen Schauspieler Naser Hashemi, Vahid Mobasseri, Bakhtiyar Panjeei und Mina Kavani verpflichtet. Nachdem der Iran 2022 den aufgrund der COVID-19-Pandemie verhängten Lockdown für beendet erklärt hatte, soll Panahi mehr Freiheit zugestanden worden sein.
Die Produktion des Films wurde im Mai 2022 beendet. Die Filmrechte wurden kurze Zeit später beim Filmfestival von Cannes von der Pariser Firma Celluloid Dreams gehandelt, die selbige Aufgabe auch bei den vorangegangenen Werken des Regisseurs übernommen hatte.
Noch vor der Uraufführung von No Bears wurde Mitte Juli 2022 bekannt, dass Panahi eine sechsjährige Haftstrafe wegen „Propaganda gegen das Regime“ im Evin-Gefängnis antreten muss. Er hatte sich eigenen Angaben zufolge zuvor mit mehreren Hundert Filmschaffenden im Internet solidarisiert, nachdem seine beiden Kollegen Mohammad Rasulof und Mostafa al-Ahmad festgenommen wurden. Diese sollen online gegen Polizeigewalt demonstriert haben.

## Rezeption

### Veröffentlichung
Die Premiere von No Bears erfolgte am 9. September 2022 bei den Internationalen Filmfestspielen von Venedig. Kurz vor der Aufführung kam es zu einem vorab mit der Organisation International Coalition Filmmakers at Risk (ICFR) angekündigten Flashmob. Damit sollte auf die weltweit unter Hausarrest stehenden oder im Gefängnis befindlichen Filmemacher aufmerksam gemacht werden, im Besonderen auf Panahi und andere verfolgte iranische Regisseure.
Weitere Präsentationen von No Bears waren einen Tag später auf dem Filmfestival von Toronto geplant sowie im Oktober beim Filmfestival von New York.
Ein regulärer Kinostart in Italien soll ab 6. Oktober 2022 erfolgen.

### Kritiken
Von den bei Rotten Tomatoes nach der Premiere aufgeführten ein halbes Dutzend Kritiken sind alle positiv („fresh“). Auch führte der Film nach allen 23 gezeigten Wettbewerbsbeiträgen in Venedig den internationalen Kritikenspiegel der italienischen Zeitschrift Venezia News an. Dabei lag No Bears mit 4,14 von 5 möglichen Punkten vor den gleichauf platzierten Filmen The Banshees of Inisherin und Saint Omer (je 3,83 Punkte).
Daniel Kothenschulte (Frankfurter Rundschau) war als deutscher Filmjournalist im Venezia News-Kritikenspiegel vertreten und vergab mit die Höchstpunktzahl von 4,5 von 5 möglichen Sternen. Panahi gelinge es mit No Bears erneut, „gleichzeitig den Blick auf die Fesseln der Diktatur zu lenken und dem für ihn so typischen humanistischen Optimismus treu zu bleiben“. Seine Filmerzählung sei komplex, aber „leichthändig“ arrangiert. Kothenschulte attestierte Panahi Preischancen und sah nur den japanischen Beitrag Love Life (2022) als einzigen ernstzunehmenden Konkurrenten, dem er fünf Sterne gab.
Weitere deutsche Kritiker schlossen sich Kothenschultes Lob an. Tobias Kniebe (Süddeutsche Zeitung) sah von dem iranischen Filmemacher erneut eine packende Geschichte. Anders als in seinen vorherigen Werken sei „jetzt aber die Furcht der Menschen mit Händen zu greifen“. Man spüre „den bleiernen Druck eines Polizeistaats, in dem jeder verhaftet werden kann, und bei den Jüngeren den verzweifelten Willen, das Land zu verlassen“. Sowohl No Bears als auch der andere iranische Beitrag im Venedig-Wettbewerb, Beyond the Wall, endeten ausweglos. Kniebe vermutete, dass sich der „Iran gerade auf einem Weg in tiefe Dunkelheit“ befinde, sollten die beiden Produktionen „tatsächlich ein Indikator für die Stimmung im Land sein“. Dominik Kamalzadeh (Der Standard) sah „eine Variation des Romeo-und-Julia-Motivs“, Panahi selbst trete „als dritte, korrigierende Instanz“ auf, während Andreas Busche (Der Tagesspiegel) den Film als ein „kleines Wunderwerk“ pries.

## Auszeichnungen
Für No Bears erhielt Jafar Panahi zum zweiten Mal eine Einladung in den Wettbewerb um den Goldenen Löwen, den Hauptpreis des Filmfestivals von Venedig. Panahi hatte die Auszeichnung bereits bei seiner ersten Teilnahme im Jahr 2000 für Der Kreis erhalten. Sein Werk wurde mit dem Spezialpreis der Jury ausgezeichnet.